# Nebo (Illinois)
Nebo es una villa situada en el condado de Pike, Illinois, Estados Unidos. Tiene una población estimada, a mediados de 2023, de 276 habitantes.

## Geografía
La localidad está ubicada en las coordenadas 39°26′31″N 90°47′17″O / 39.44194, -90.78806. Según la Oficina del Censo, tiene una superficie total de 1.14 km², de los cuales 1.12 km² corresponden a tierra firme y 0.02 km² están cubiertos de agua.

## Demografía
Según el censo de 2020, en ese momento había 282 personas residiendo en la localidad. La densidad de población era de 251.79 hab./km². El 96.81% de los habitantes eran blancos, el 1.06% eran amerindios, el 0.71% eran asiáticos y el 1.42% eran de una mezcla de razas. No había hispanos o latinos viviendo en la zona.